# F-spațiu
În analiza funcțională un F-spațiu este un spațiu vectorial V pe mulțimea numerelor reale sau complexe împreună cu o metrică d : V × V → ℝ astfel încât
1. Înmulțirea scalară în V este continuă în raport cu d și cu metrica standard pe ℝ sau ℂ.
2. Adunarea în V este continuă în raport cu d.
3. Metrica este invariantă la translație, adică d(x + a, y + a) = d(x, y) pentru orice x, y și a din V.
4. Spațiul metric (V, d) este complet.

Operația x ↦ ||x|| := d(0,x) este numită F-normă, deși în general nu este necesară o F-normă pentru a fi completă. Prin translație-invarianță, metrica este recuperabilă din F-normă. Astfel, un F-spațiu real sau complex este echivalent un spațiu vectorial real sau complex dotat cu o F-normă completă.
Unii autori folosesc termenul spațiu Fréchet⁠(d) în loc de F-spațiu, dar de obicei termenul „spațiu Fréchet” este rezervat F-spațiilor convexe local⁠(d).
Alți autori folosesc termenul F-spațiu ca sinonim al spațiului Fréchet prin care ei înțeleg un spațiu vectorial topologic⁠(d) convex local complet metrizabil⁠(d).
Metrica poate fi sau nu neapărat parte a structurii unui F-spațiu; mulți autori cer doar ca un astfel de spațiu să fie metrizabil într-un mod care să satisfacă proprietățile de mai sus.

## Exemple
Toate spațiile Banach și Fréchet sunt F-spații. În particular, un spațiu Banach este un F-spațiu cu o cerință suplimentară, d(αx, 0) = |α|⋅d(x, 0).
Spațiile Lp pot fi transformate în F-spații pentru orice p ≥ 0 iar pentru p ≥ 1 ele pot fi transformate în convexe local, în spații Fréchet și chiar spații Banach.

### Exemplul 1
{\displaystyle \scriptstyle L^{\frac {1}{2}}[0,\,1]} este un F-spațiu. Nu admite seminorme continue și nici funcționale liniare continue — are spațiul dual⁠(d) trivial.

### Exemplul 2
Fie {\displaystyle \scriptstyle W_{p}(\mathbb {D} )} spațiul valorilor complexe ale seriilor Taylor
{\displaystyle f(z)=\sum _{n\geq 0}a_{n}z^{n}}
pe discul unitate {\displaystyle \scriptstyle \mathbb {D} } astfel încât
{\displaystyle \sum _{n}|a_{n}|^{p}<\infty }
atunci (pentru 0 < p < 1) {\displaystyle \scriptstyle W_{p}(\mathbb {D} )} sunt F-spații cu p-norma:
{\displaystyle \|f\|_{p}=\sum _{n}|a_{n}|^{p}\qquad (0<p<1)}
De fapt, {\displaystyle \scriptstyle W_{p}} este o cvasinormă⁠(d). Mai mult, pentru orice {\displaystyle \scriptstyle \zeta } cu {\displaystyle \scriptstyle |\zeta |\;\leq \;1} aplicația {\displaystyle \scriptstyle f\,\mapsto \,f(\zeta )} este o transformare liniară mărginită (funcțională multiplicativă) pe {\displaystyle \scriptstyle W_{p}(\mathbb {D} )}.

## Condiții suficiente
Teorema Klee:
Fie d orice metrică pe un spațiu vectorial X astfel încât topologia 𝜏 indusă de d pe X transformă (X, 𝜏) într-un spațiu vectorial topologic. Dacă (X, d) este in spațiu metric complet, atunci (X, 𝜏) este un spațiu vectorial topologic  complet.

## Proprietăți conexe
- O transformare liniară aproape continuă într-un F-spațiu F al cărui grafic este închis este continuă.[4]
- O transformare liniară aproape deschisă într-un F-spațiu al cărui grafic este închis este neapărat o aplicație deschisă⁠(d).[4]
- O transformare liniară continuă aproape deschisă dintr-un F-spațiu este neapărat o aplicație deschisă.[5]
- O transformare liniară continuă aproape deschisă dintr-un F-spațiu a cărei imagine în codomeniu este din a doua categorie⁠(d)[6] este în mod necesar o aplicație deschisă surjectivă.[4]